# La Chapelle-Saint-Laurian
La Chapelle-Saint-Laurian è un comune francese di 141 abitanti situato nel dipartimento dell'Indre nella regione del Centro-Valle della Loira.

## Società

### Evoluzione demografica
Abitanti censiti